# Circus Varianus
Het Circus Varianus was in de Romeinse oudheid een stadion voor wagenrennen en andere vormen van publiek vermaak in Rome
Het Circus Varianus is aan het begin van de derde eeuw gebouwd in opdracht van de keizers Caracalla en Heliogabalus. Het Circus Varianus staat daarom ook bekend als het Circus van Heliogabalus.
 De afmetingen van het circus worden geschat op 565 bij 115 tot 125 meter. Op de spina werd de Obelisk van Antinoüs geplaatst die daarvoor de graftombe van deze geliefde van keizer Hadrianus had versierd.

## Sessorium en de Aureliaanse Muur
Het circus maakte deel uit van het paleiscomplex Sessorium in het oosten van de stad, waar naast het keizerlijk paleis, ook een amfitheater werd gebouwd, het amphitheatrum Castrense. Het Circus Varianus is maar ongeveer 50 jaar gebruikt. Invallen van barbaarse stammen dwongen keizer Aurelianus in 270 een nieuwe stadsmuur om Rome te bouwen. Wegens tijd- en geldgebrek werd deze muur binnen enkele jaren gebouwd, waarbij zo veel mogelijk gebruikgemaakt werd van bestaande gebouwen en constructies. Het Amphitheatrum Castrense werd zo opgenomen in de stadsmuur, die verder dwars door het Circus Varianus werd gebouwd. Ongeveer 100 meter van de renbaan kwam binnen de stadsmuur te liggen, de rest daarbuiten.

## Overblijfselen
Delen van het circus zijn door de eeuwen heen teruggevonden. De meest recente vondst was in 1959, toen de korte westelijk muur, vanwaar de paarden startten, werd opgegraven ten noorden van de basiliek Santa Croce in Gerusalemme. Het gebouw is vrijwel geheel verdwenen, van de tribunes en de spina is niets meer te zien. De laatste sectie van de Aqua Felice buiten de Aureliaanse Muur is gebouwd op de fundering van de lange noordelijke muur van het circus en geeft een indruk van de enorme afmeting van het gebouw.
De Obelisk van Antinoüs werd, in drie delen gebroken, in 1570 op het terrein opgegraven. Hij werd gerestaureerd en in de Pincio-tuinen op de Pincio heuvel geplaatst. Daar staat de obelisk nog steeds in het park, dat deel uitmaakt van de Villa Borghese.

## Voetnoot
1. ↑  De geboortenaam van Heliogabalus was dan ook Varius Avitus Bassianus en Circus Varianus betekent letterlijk "Variaans Circus".

## Referentie
- F. Meijer, Wagenrennen. Spektakelshows in Rome en Constantinopel, Amsterdam, 2004. ISBN 9025334148
- L. Richardson, jr, A New Topographical Dictionary of Ancient Rome, Baltimore - London 1992. ISBN 0801843006